# نیویورک تایمز

صفحه نخست روزنامه نیویورک تایمز در تاریخ ۱۲ سپتامبر ۲۰۰۱ (میلادی) و روز پس از حادثه تروریستی یازده سپتامبر

نیویورک تایمز (به انگلیسی: The New York Times) روزنامهٔ آمریکایی است که مرکز آن در شهر نیویورک قرار دارد و هر روزه به‌طور هم‌زمان در ایالات متحده آمریکا و در دیگر نقاط جهان چاپ و منتشر می‌شود.

## مشخصات
روزنامه نیویورک تایمز متعلق به شرکت نیویورک تایمز است که مالک هجده دیگر از جمله نسخه بین‌المللی‌اش اینترنشنال هرالد تریبیون و روزنامه بوستون گلوب نیز می‌باشد. این روزنامه از سال ۱۸۹۶ در مالکیت خانواده سالزبرگر قرار داشته‌است.
رئیس هیئت مدیره کنونی کمپانی نیویورک تایمز یکی از اعضای این خانواده به نام آرتور او. سالزبرگر است.
اعتبار و نفوذ روزنامه نیویورک تایمز در آمریکا به حدی است که از آن به عنوان «منبع ملی» یاد می‌شود. منبع ملی به روزنامه‌هایی گفته می‌شوند که در کتاب‌ها و نوشتارها، از بایگانی ایشان به عنوان مدرک و یادکرد منابع تاریخی یاد می‌شوند.
روزنامه نیویورک تایمز در سال ۱۸۵۱ میلادی در شهر نیویورک در ایالات متحده آمریکا آغاز به کار کرد و تاکنون موفق به دریافت ۱۱۲ جایزه پولیتزر (معتبرترین جایزه روزنامه‌نگاری) در دنیا شده‌است که از این لحاظ در میان دیگر روزنامه‌های جهان رکورددار محسوب می‌شود.

## ارزش سهام
ارزش سهام شرکت تایمز، مالک روزنامه نیویورک تایمز در تاریخ ۱ ژانویه ۲۰۱۴ میلادی، حدود ۲٫۴ میلیارد دلار برآورد شده‌است.